# María María
María María é uma telenovela venezuelana exibida em 1989 pela Venevisión.

## Elenco
- Alba Roversi - Maria / Julia
- Arturo Peniche - Esteban
- Aroldo Betancourt
- Mara Croatto - Julia
- Anabel Garcia - Maria Eugenia
- Julie Restifo - Regina
- Rodolfo Drago - Sanson
- Gladys Cáceres - Casanova
- Miranda Savio - Sagrario
- Nancy Gonzalez - La Reina
- Fernando Flores - Jeremias
- Maria Elena Coello - Consuelo
- Martha Pavon - Calvario